# 玫瑰醚
玫瑰醚，又称氧化玫瑰。是一种具有香味的吡喃单萜衍生物，天然存在于保加利亚玫瑰油、留尼汪香叶油中，化学式C10H18O，常作为香精运用于化妆品以及食品中。

## 性质
玫瑰醚为无色液体、具有玫瑰花香气味。其异构体之间香味有较大差异。顺式体香气比反式浓，稀释后具有类似香叶、玫瑰的特征气息。左旋异构体香气较右旋者甜，但有稍多香气，右旋体温辛气稍重，或带药香。即顺式左旋体具有典型的玫瑰花香，通常浓度达到0.5 ppb就可以被嗅到。

## 生产
玫瑰醚除了可以从玫瑰油或香叶油中分离得到外，也可以人工合成且合成路线众多。
工业上常使用香茅醇进行光氧化得到烯丙基过氧酸衍生物，然后利用亚硫酸钠还原得到二醇，利用硫酸脱水成环，生成1:1的顺式异构体和反式异构体.